# Operations Research Proceedings
Unter dem Titel Operations Research Proceedings erscheint seit 1981 eine Reihe von Tagungsbänden mit Beiträgen zu den Jahrestagungen zunächst der Deutschen Gesellschaft für Operations Research (DGOR), später der Gesellschaft für Operations Research (GOR).

## Geschichte
Ein Vorgänger der Reihe Operations Research Proceedings sind die von 1972 bis 1980 im Physica-Verlag erschienenen Proceedings in Operations Research.  Mit dem Wechsel vom Physica-Verlag zum Springer-Verlag im Jahr 1981 wurde der neue Titel Operations Research Proceedings für die Tagungsbände zu den Jahrestagungen 1980 bis 1996 der Deutschen Gesellschaft für Operations Research kreiert.
Durch Fusion der Deutschen Gesellschaft für Operations Research mit der Gesellschaft für Mathematik, Ökonomie und Operations Research  (GMÖR) entstand im Jahr 1998  der Gesellschaft für Operations Research (GOR).
Ab dem Erscheinungsjahr 1998 erschienen unter dem Titel Operations Research Proceedings die Tagungsbände zu den Jahrestagungen der Gesellschaft für Operations Research.